# Nonacho Lake
Nonacho Lake är en sjö i territoriet Northwest Territories i Kanada. Nonacho Lake ligger 354 meter över havet och ytan är 784 kvadratkilometer..
Trakten runt Nonacho Lake är nära nog obefolkad, med mindre än två invånare per kvadratkilometer.  Trakten ingår i den boreala klimatzonen.